# Дассел (город, Миннесота)
Дассел (англ. Dassel) — город в округе Микер, штат Миннесота, США. На площади 4,1 км² (3,8 км² — суша, 0,2 км² — вода), согласно переписи 2002 года, проживают 1233 человека. Плотность населения составляет 321,5 чел./км².
- Телефонный код города — 320
- Почтовый индекс — 55325
- FIPS-код города — 27-14878[1]
- GNIS-идентификатор — 0642646[2]